# Escut de la casa dels Frares
L'Escut de la casa dels Frares és una obra de la Secuita (Tarragonès) declarada bé cultural d'interès nacional.

## Descripció
És un escut de forma circular en relleu sobre la porta d'entrada de l'anomenada "casa dels Frares", al nord de la plaça de l'església. Hi figura la data 1792 i representa dos peixos que formen una S i a ambdós costats una ornamentació vegetal que sembla dibuixar una M; a la part superior hi ha una corona.

## Història
La "casa dels Frares" fou propietat del convent dels Servites de Vila-rodona i posat a subhasta pública el 1836, al moment de la desamortització dels béns de l'església; la comprà Domènec Serra de Tarragona per 30.001 rals. Les dues lletres de l'escut -S i M- poden fer referència a les inicials dels Servites de Maria.